# Col·legi d'Aparelladors i Arquitectes Tècnics (Lleida)
El Col·legi d'Aparelladors i Arquitectes Tècnics és una obra de Lleida (Segrià) inclosa a l'Inventari del Patrimoni Arquitectònic de Catalunya.

## Descripció
Edifici situat en un solar on abans hi havia hagut una illa de cases. L'objectiu del projecte era crear una volumetria que proporcionés una bona solució a l'específica ubicació de l'immoble.
Tota la seu queda recolzada sobre un basament elevat respecte el carrer, el que permet ubicar un pàrquing a sota. A la planta baixa es troba l'entrada i la sala d'actes, fent mitgera amb el fons dels solars en dos costats tot i que queda un petit pati per a la ventilació. Les dues plantes superiors s'ecavallen a l'entrada així que són exemples i s'encaren a quatre vents. La diferència volumètrica entre els pisos permet crear un porxo d'entrada enfrontat a l'escalinata que puja al gran sòcol a més de generar espai públic al seu voltant.
El material emprat és ceràmica vista intentant mimetitzar-se amb el color de les grans mitgeres i dels edificis circumdants.